# Стерман, Джордж
Джордж Стерман (род. 2 июня 1946, Вашингтон) — американский физик-теоретик и директор Института теоретической физики имени К. Н. Янга при Университете Стоуни Брук. Лауреат премии Сакураи (2003; совместно с Альфредом Мюллером) «за разработку концепций и методов в КХД, таких как инфракрасная безопасность и факторизация в жёстких процессах, открывших новые возможности точных количественных предсказаний и экспериментальной проверки, и тем самым способствовавших становлению КХД как теории сильных взаимодействий».
Среди учеников — Ашок Сен.